# Mike Riordan
Michael W. Riordan (ur. 9 lipca 1945 w Nowym Jorku) – amerykański koszykarz, obrońca, mistrz NBA.

## Osiągnięcia
EPBL
- Mistrz EPBL (późniejszej CBA - 1968(inne języki))

NBA
- Mistrz NBA (1970)[1]
- Wicemistrz NBA (1975)[1]
- Wybrany do:
  - II składu defensywnego NBA (1973)[2]
  - N.Y.C. Basketball Hall of Fame (2014)[3]
- Lider play-off w skuteczności rzutów z gry (1972)[4]